# マイク・マンジーニ

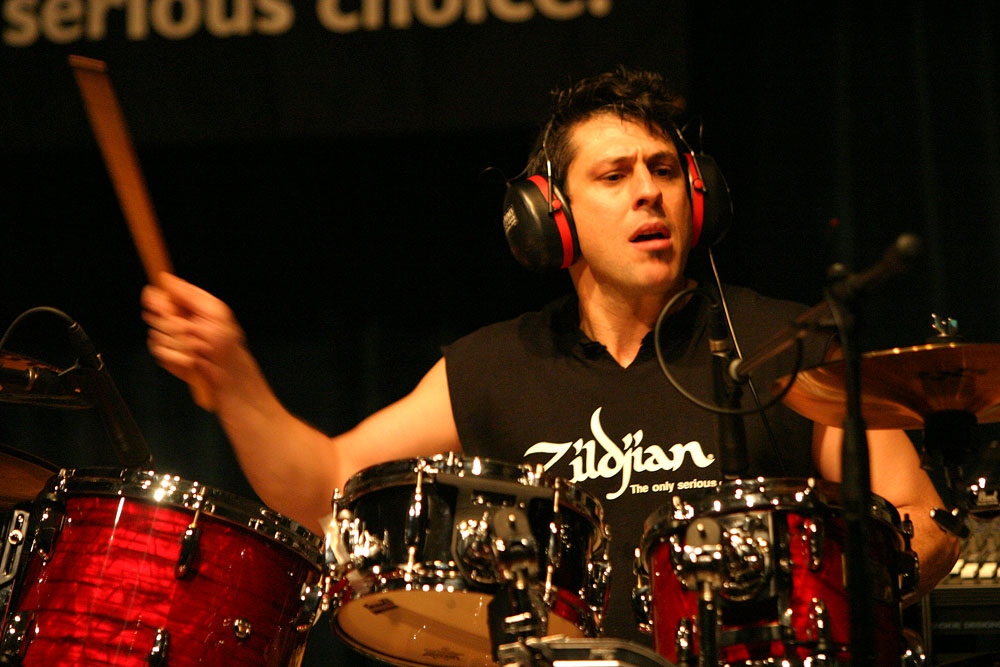
2004年

マイク・マンジーニ（Mike Mangini, 1963年4月18日 - ）は、アメリカ合衆国マサチューセッツ州出身のドラマー、ミュージシャン。エクストリームやスティーヴ・ヴァイなどと活動したほか、2010年から2023年までドリーム・シアターに在籍した。2002年から2005年にかけてドラム世界最速記録を5つ保持していた。

## 経歴
5歳のときにドラムを習い始め、1日に6時間から10時間も練習し、9歳になるころにはすでにバディ・リッチをコピーしていた。高校では学校のバンドに参加し、学外でも様々なアンサンブルに顔を出していた。高校卒業後は一旦音楽から離れ、大学ではコンピューターを専攻した。卒業後はボストンでドラム講師の傍らバンド活動をしていた。
1991年にテクニカル・スラッシュ・メタルバンド、アナイアレイターに加入し、1993年にアルバム『セット・ザ・ワールド・オン・ファイア』のレコーディングを行いツアーにも参加した。
1994年にはポール・ギアリーの穴を埋める形でヌーノ・ベッテンコート率いるエクストリームに加入。ベッテンコートとは同じ東海岸出身ということで旧知の仲であった。1995年にアルバム『ウェイティング・フォー・ザ・パンチライン』のレコーディングに参加しツアーに同行するも、翌1996年にバンドは解散した。
同年、スティーヴ・ヴァイのオーディションを受けバンドに加入し、西海岸へと移住。1996年から2000年までヴァイのドラマーとして活躍し、高い評価を得た。『ファイヤー・ガーデン』と『ウルトラ・ゾーン』の2枚のアルバムをレコーディングし、ツアーに同行。ライブ盤の『アライヴ・イン・ウルトラワールド』でドラムを叩いているのもマンジーニである。
2000年にバンドから脱退し、ボストンに帰りバークリー音楽大学で教鞭をとりはじめた。講師活動をしながらセッション・ドラマーとして数々の作品に参加し、2005年にはジェイムズ・ラブリエのソロ・アルバムに参加。2007年にはかつて在籍したアナイアレイターのアルバム『メタル』にも参加した。
2010年10月、プログレッシブ・メタルバンド、ドリーム・シアターの初代ドラマーであるマイク・ポートノイの脱退に伴い行われた新ドラマーのオーディションに1番手として参加。ギターのジョン・ペトルーシから「他の候補者のハードルを高めた」と高く評価され、マルコ・ミンネマン、ピーター・ウィルドア、ヴァージル・ドナティ、アキレス・プリースター、デレク・ロッディ、トーマス・ラングといったドラマー陣との争いを制し、新ドラマーとして選ばれてバンドに加入。時期を同じくしてバンドの活動に専念するため大学での職を辞した。翌2011年1月からレコーディングに参加。4月にはオーディションの様子が公開されることが告知され、4月29日（日本では4月30日）、YouTubeでのドキュメンタリーにてマンジーニがドリーム・シアターの新ドラマーであることが正式に公表された。
2015年、UKの「UK FINAL TOUR IN JAPAN コンサート」にスペシャルゲストとして参加した。
2023年10月25日、ポートノイがドリーム・シアターに復帰することに伴い、約13年間在籍したドリーム・シアターから脱退。その後、同年11月11日にソロ・デビュー・アルバム『Invisible Signs』をリリースした。

## 音楽性
高速かつ正確なテクニックを得意とする。2002年から2005年にかけてドラムの連打最速記録を5つ保持していた。
- マッチドグリップでのシングルストロークで、60秒間に1,247回の連打記録（2005年樹立）
- 素手でのシングルストロークで、60秒間に1,138回の連打記録（2002年樹立、2006年にグレン・カルバが1,140回で記録更新）
- レギュラーグリップでのシングルストロークで60秒間に1,126回の連打記録（2003年樹立、2008年にマット・スミスが1,132回で記録更新）
- 足のシングルストロークで15分間で13,222回、5分間に4,555回の連打記録（2005年樹立、2007年にマイク・マレイスがそれぞれ13,309回/4,595回で記録更新）

ヴァイのライブ盤『アライヴ・イン・ウルトラワールド』に収録されている楽曲では、演奏中に弦が切れてしまったヴァイがそれを交換する間をつなぐためにバンドに色々なことをさせており、マンジーニには「世界最速のツーバスを踏みながら世界最速のスネアロールをして、かつクラッシュシンバルをミュートさせる」という課題が与えられているが、それをこなしてみせている。
使用しているドラムメーカーはパール、シンバルはジルジャン。パールからは生産数限定でマイク・マンジーニ・モデルのスネアドラム「Φ (Phi)」が発売されていた。ドリーム・シアターで使用するセットは、ドラムラックを二段重ねにしてそこに多数のシンバルやタムタム、パーカッション類を並べる超多点セットとなっている。

## ディスコグラフィ

### リーダー・アルバム
- Invisible Signs（2023年）※Mangini名義

### 参加アルバム
アナイアレイター
- 『セット・ザ・ワールド・オン・ファイア』Set the World on Fire（1993年）
- 『オール・フォー・ユー』All for You（2004年）
- 『メタル』Metal（2007年）

エクストリーム
- 『ウェイティング・フォー・ザ・パンチライン』Waiting for the Punchline（1995年）

スティーヴ・ヴァイ
- 『ファイヤー・ガーデン』Fire Garden（1996年）
- 『ウルトラ・ゾーン』The Ultra Zone（1999年）
- 『アライヴ・イン・ウルトラワールド』Alive in an Ultra World（2001年）※ライブ盤
- 『ザ・ストーリー・オブ・ライト』The Story of Light（2012年）※1曲のみ参加

ヌーノ・ベッテンコート
- 『スキゾフォニック』Schizophonic（1997年）

マイク・ケネリー
- 『スラッゴ!』Sluggo!（1998年）

マルマズラー/ジェイムズ・ラブリエ
- 『キープ・イット・トゥ・ユアセルフ』Keep It To Yourself（1999年）
- 『ジェームス・ラブリエズ・マルマズラー 2』Mullmuzzler 2（2001年）
- 『エレメンツ・オヴ・パースウェイジョン』Elements of Persuasion（2005年）

Tribe of Judah
- Exit Elvis（2002年）

ドリーム・シアター
- 『ア・ドラマティック・ターン・オブ・イベンツ』A Dramatic Turn of Events（2011年）
- 『ドリーム・シアター』Dream Theater（2013年）
- 『ジ・アストニッシング』The Astonishing（2016年）
- 『ディスタンス・オーヴァー・タイム』Distance Over Time（2019年）
- 『ア・ヴュー・フロム・ザ・トップ・オブ・ザ・ワールド』A View from the Top of the World（2021年）

このほかにも多数のアーティストのアルバムに参加している。